# Janetschekia necessaria
Espèce
Janetschekia necessaria est une espèce d'araignées aranéomorphes de la famille des Linyphiidae.

## Distribution
Cette espèce se rencontre en Asie centrale.

## Description
Le mâle holotype mesure 1,45 mm.

## Publication originale
- Tanasevitch, 1985 : New species of spiders of the family Linyphiidae (Aranei) from Kirghizia. Entomologicheskoe Obozrenie, vol. 64, p. 845-854.